# Werner Katzmann

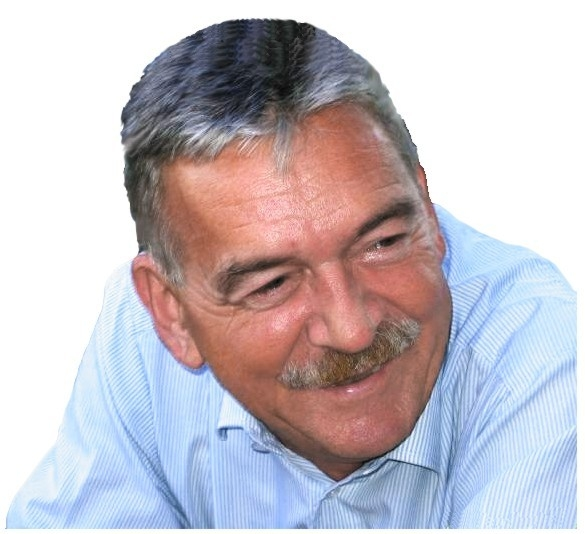
Werner Katzmann

Werner Katzmann (* 6. Mai 1943 in Wien; † 28. Februar 2004 in Mistelbach) war Meeresbiologe und Pionier der Umweltbildung in Österreich.
Er studierte Biologie an der Universität Wien. Nach der Promotion 1971 war er als Assistent am Zoologischen Institut der Universität Wien, ab 1974 als wissenschaftlicher Sachbearbeiter am Österreichischen Bundesinstitut für Gesundheitswesen (ÖBIG) mit den Themenfeldern Biologie/Ökologie/angewandter Umweltschutz tätig. Die Habilitation erfolgte 1985 an der Universität Salzburg und er erhielt Lehrbefugnis für "Umwelterziehung und angewandter Umweltschutz". Seit 1995 a. o. Universitätsprofessor dann Lehrtätigkeit an den Universitäten in Wien, Salzburg, Graz und an der wissenschaftlichen Landesakademie in Krems, zugleich umfangreiche Publikationstätigkeit zur Umweltbildung. Ab 1980 Österreichischer Delegierter der UNESCO für Fragen der Umwelterziehung. Ab 1985 war er Mitglied der Ökologiekommission der Bundesregierung.

## Auszeichnungen
- 1987: Konrad-Lorenz-Staatspreis
- 1988: ÖGUT-Preis
- 1999: Josef Schöffel-Förderungspreis

## Werke (Auswahl)
- Herausgabe des „Umweltreport Österreich“ zusammen mit Heinrich Schrom – verlegt bei Kremayr & Scheriau, Wien 1986.
- Herausgabe der Aktivbücher „Umweltspürnasen“ gemeinsam mit Ingrid Greisenegger und Klaus Pitter zu den Themen "Wasser" (1984), "Boden" (1989), "Naturgarten" (1991), "Entdeckungsreisen in Wasser, Wald, Boden, Haus" (1995) unter Mitwirkung von Kurt Farasin, "Wohnen" (2001) – verlegt bei Orac, Wien.
- rund 30 Umweltspürnasen-Beiträge in der Jugendzeitschrift "Wunderwelt" in den Jahrgängen 1977 - 1986.
- Materialien zur Umwelterziehung.- Bericht "Umweltbildung an Schulen in Österreich" (Hg.: Forum Österr. Wissenschaftler für Umweltschutz) 1998.
- über 250 wissenschaftliche Arbeiten, insbesondere zu den Themen Wasser, Abwasser und Abfall in den Jahren 1974 - 2002.